# Francesco Angelo Rottonara
Franz (Francesco) Angelo Rottonara (Kurfar, 1848 – Bécs, 1938) ladin nemzetiségű festőművész a dél-tiroli Gader-völgyből (Gadertal), aki az 1900-as években Bécsben színpadi festőként szerzett hírnevet.

## Élete

### Származása
Francesco (Franz) Angelo Rottonara 1848-ban, Tirolban (a mai Dél-Tirol tartományban), Bozentől (ma: Bolzano) mintegy 50 km-re keletre fekvő Kurfar (Corvara) városkában született.

### Tanulmányai
Tanulmányait Tirolban, a St. Ulrich in Grödenben lévő művészeti iskolában (Zeichenakademie), később a müncheni „Königliche Akademie der Künste”-ben (mai nevén „Akademie der Bildenden Künste München”) Bajorországban folytatta. Ezután Bécsbe utazott, ahol beiratkozott a „Kunstgewerbeschule” hallgatói sorába.

### Munkássága
1869-től Rottonara munkát vállalt, először Carlo Brioschis bécsi udvari operatársulatánál, majd a Brioschi/Burghart/Kautsky konzorciumnál.
Az 1890-ben a Gader-völgyben született művész Bécsben, az Atelier Kautsky’s Söhne & Rottonara-nál érte el munkásságának csúcsát. Ebben az időben Rottonara több megbízást is kapott, színpadi díszletek készítésére, Közép- és Kelet-Európában, Angliában és az Egyesült Államokban.
1897-ben császári udvari szállítóvá lépett elő, és mint ilyen, jó (művészi) kapcsolatba került II. Vilmos német császárral.
1903-ban alapította második társaságát, a Kautsky & Rottonara társaságot Berlinben. 1921-ben fejezte be az utolsó színpadi munkáját Bécsben Max Reinhardtnál. Majd itt hunyt el 1938-ban.

### Brioschi, Burghart et Kautsky, K. K. Hof-Theatermaler
A 19. sz. második felének híres bécsi díszlettervezői és festői. 1869 után, amikor a bécsi Opera elfoglalta új épületét, közös műhelyt alakítottak, amely a Monarchia nagy színházainak dolgozott. Az alapító Carlo Brioschi (Milánó, 1826. június 4.–Bécs, 1895. november 30.) 1854-től 1885-ig a bécsi Operaház tagja volt. Az olasz szcenika hagyományait ötvözte a késő romantika stílusával. 1856-tól már Pesten is rendeltek tőle díszleteket a Német Színház, ill. a m. Nemzeti Színház számára; utóbbinak 1869-ig. Fia, Anton Brioschi (Bécs, 1855. november 30.–?) 1886-ban vette át apja helyét a bécsi Operánál. – Johann Kautsky (Prága, 1827. szeptember 13.– St. Gilgen, 1896. szeptember 2.), részese volt az Asphaleia-rendszer kialakításának. Később fiaival önálló műhelyt nyitott. Ők, ill. társuk, Franz Rottonara tervezte 1892-ben Esterházy Miklós megrendelésére Az ember tragédiája bécsi bemutatójának Zichy Mihály rajzai után kialakított díszleteit. – A Burghart-család rokona lehetett Franz Burghardt, aki 1896-ban már a Népszínház egyik díszlettervezője, majd 1908-ban a Népszínház-Vígopera számára ő festette – Hevesi Sándor rendezésében – szintén Zichy Mihály tervei nyomán, Az ember tragédiája díszleteit, melyeket Burghardt „Ármin” néven szignált.

## További információ
- Magyar művészet az osztrák önkényuralom és a dualizmus időszakában.[halott link]
- Internet Broadway Database (angolul)
- Oskar Pausch: Franz Angelo Rottonara. Ein Maler aus Corvara. Landesbibliothek Dr. Friedrich Teßmann, Bozen. (németül)
- Rottonara, Franz-Angelo, 1848-1938 (Életrajzi adatok) (németül)
- Deutsche Biographische Enzyklopädie (DBE): 8. kötet: Poethen-Schlüter, szerk. Rudolf Vierhaus, kiadó K.G. Saur,. München, 2007. (németül)